# Semèlids
Semelidae és una família de cloïssa d'aigua salada.

## Descripció
Els membres d'aquesta família tenen les conquilles arrodonides o ovals, allargades i molt aplanades. Les dues valves etan conncectades per un lligament intern en contrast amb la família propera dels Tellinidae on el lligament és extern. Els seus sifons separats són molt llargs.

## Alguns gèneres
Els gèneres de Semelidae inclouen:
- Abra Lamarck, 1818
  - Abra aequalis (Say, 1822)
  - Abra alba  (Wood W., 1802) 
  - Abra californica Kundsen, 1970
  - Abra lioica (Dall, 1881)
  - Abra longicallis Sacchi, 1836
  - Abra nitida (O. F. Mueller, 1776)
  - Abra pacifica Dall, 1915
  - Abra prismatica
  - Abra profundorum E. A. Smith, 1885
  - Abra tenuis (Montagu, 1818)
  - Abra tepocana Dall, 1915
- Cumingia G. B. Sowerby I, 1833
  - Cumingia californica Conrad, 1837
  - Cumingia coarctata G. B. Sowerby I, 1833
  - Cumingia tellinoides (Conrad, 1831)
- Ervilia Turton, 1822
  - Ervilia bisculpta  Gould, 1861
  - Ervilia castanea  (Montagu, 1803)
  - Ervilia concentrica  (Holmes, 1860)
  - Ervilia nitens  (Montagu, 1808)
  - Ervilia producta  Odhner, 1922
  - Ervilia purpurea  (Smith, 1906)
  - Ervilia scaliola
- Leptomya A. Adams, 1864
  - Leptomya retiara aucklandica Powell
  - Leptomya retiara retiara (Hutton, 1885)
- Scrobicularia Schumacher, 1815
  - Scrobicularia plana - Peppery furrow shell
- Semele Schumacher, 1817
  - Semele bellastriata (Conrad, 1837)
  - Semele brambleyae (Powell, 1967)
  - Semele decisa (Conrad, 1837)
  - Semele incongrua Carpenter, 1864
  - Semele proficua (Pulteney, 1799)
  - Semele pulchra (G. B. Sowerby I, 1832)
  - Semele purpurascens (Gmelin, 1791)
  - Semele rubicola Dall, 1915
  - Semele rubropicta Dall, 1871
  - Semele rupicola Dall, 1915
  - Semele venusta (Reeve, 1853)
- Semelina Dall, 1900
  - Semelina nuculoides (Conrad, 1841)
- Theora H. Adams and A. Adams, 1856
  - Theora lubrica Gould, 1861
  - Theora mesopotamica Annandale 1918